# 中美经贸关系
中美经贸关系是中华人民共和国与美利坚合众国关系中最重要的方面之一，经常左右着中美关系的大局，主要涵盖投资、贸易、汇率、知识产权保护等方面。
1972年中美关系开始恢复时，双边贸易额只有1,288万美元，到了1978年增长到9.9亿美元。而自1979年至1988年的十年中，中美双边贸易额从24.5亿美元跃升至82.6亿美元，年平均增长率达14.4%。2014年，中美双边贸易规模达到5,551亿美元，双向投资存量超过14,200亿美元。2010年代，中国大陸一度是美国第一大贸易伙伴、第三大出口市场和第一大进口来源地，而美国则是中国大陸第二大贸易伙伴、第一大出口市场和第五大进口来源地。然而自2018年以来，中美贸易战和美国关税的提升，使得中国对美贸易和出口额大幅下滑。2023年，中华人民共和国已经降为美国第四大贸易伙伴。

## 中美投资关系
美国在华投资涵盖了极其广泛的领域，几乎每个领域都能看到美国人的身影，美国已经成为中国大陸外资的主要来源地。美国企业在中国大陸设立了超过2万个合资企业或独资企业。中国大陸一些大公司正在成为跨国公司，也在美国有投资。

## 中美貿易關係

1980-2015年间美元兌人民幣匯率

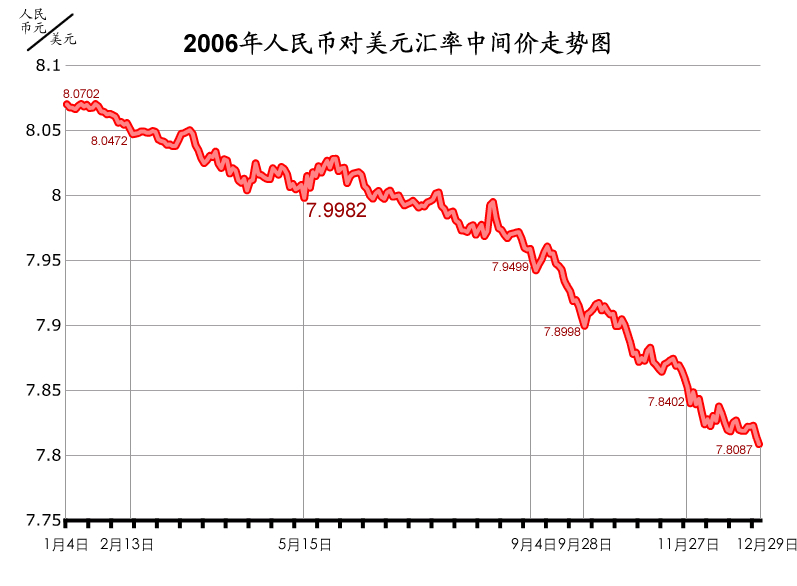
2006年人民幣匯改對美元匯率中間價走勢圖，5月15日跌破8

中美进出口走势

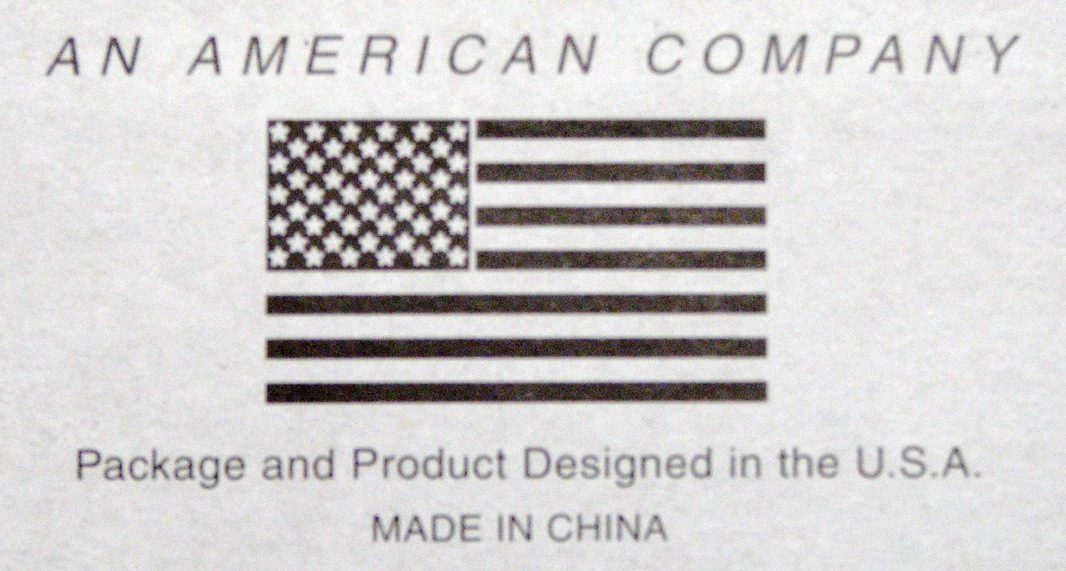
時至今日，「中國生產」（made in china）商標已經佔據世界民生商品20%以上，成為世界工廠

根據中華人民共和國海關總署統計，美國對中國大陸的貿易逆差從2001年的281億美元增長到2018年3233億美元。中美貿易總額已經從1992年的330億美元發展到2018年的6335億美元。由於統計口徑差距，美國商務部統計數據，對中國大陸逆差從2001年830億美元增長到2018年4192億美元，貿易總額增長到2018年6598億美元。

## 经贸主张

### 美国
1. 美国希望中华人民共和国能够融入全球经贸体系，扩大互惠的经贸关系
2. 美国希望中华人民共和国能向外国投资者开放垄断性的行业，如邮电、基础设施、电信、金融服务
3. 美國希望中國大陆能在中国国内市场有效地保护知识产权
4. 美国希望中华人民共和国能够提高人民币汇率，以此削减美国对华贸易逆差

### 中华人民共和国
1. 中华人民共和国希望美国能进一步开放美国国内市场，取消贸易壁垒，允许中国物美价廉的消费品进入
2. 中华人民共和国希望美国能对中国中西部的投资加以关注
3. 中华人民共和国希望美国能理解中国在保护知识产权上所作出的努力并支持在此方面取得的成果
4. 中华人民共和国希望美国能够理解人民币的汇率改革是个渐进的过程，重点在于人民币市场汇率的形成机制的完善
5. 中华人民共和国希望美国能够理解大幅度提高人民币汇率无助于解决美国对华贸易逆差，只能使其他发展中国家的廉价商品代替中國制造的产品进入美国

## 中美贸易逆差问题
低端组装工业从亚洲新兴工业国家转移到中华人民共和国，中华人民共和国已经逐渐成为加工产品链条中的最后一环。由于美国对进口产品只计算总价格，很多台灣、日本、韩国的产品在中国大陆进行加工最后一道工序后才出口到美国，其在中华人民共和国增值的部分被高估。
进入21世纪中美贸易逆差问题成为影响中美经贸关系的主要问题，并由此涉及人民币汇率问题。
美国对中华人民共和国贸易逆差，2017年达到2758亿美元（中国统计数字）或3752亿美元（美国统计数字）。

### 中美贸易逆差的美国国内原因
- 美国国内财政储备不足，按照国际经济学的理论，就势必产生贸易赤字。
- 美国对华实行貿易制裁，限制美国具有竞争力的军事等非经济目的的高新技术产品对华出口。
- 美国的金融及投資銀行（例如高盛）、互聯網商業及電信（例如Google、亞馬遜公司、AT&T）、石油及能源（例如埃克森美孚、壳牌公司）在中國入了世界貿易組織後二十多年也不能以世界貿易組織承諾在中國自由運作發展。
- 从历史数据观察，作为一个“赤字财政”的国家，美国至少自1970年代起，就长期、连续处于全面贸易逆差状态[3]。这本是一种经济制度，而非什么“问题”，如果是，那也只能是美国自己选择的体制问题。基于这一特殊国情，美国领导人或国会议员，经常假借“贸易逆差”之名，对相关国家（以色列、加拿大等）发动政策攻击（如通过法案加大贸易壁垒）、外交威胁（如限制进出口或其他外交利益）[4][5]。

### 中美贸易逆差的产业结构原因
美国对华贸易逆差是全球贸易失衡的一部分，根本原因是深度的经济结构问题。全球化时代中发达国家为实现生产要素优化配置，把落后产业转移到劳动力成本较低的发展中国家，其产品因具有价格竞争优势深受发达国家消费者欢迎，发达国家对此类产品进口需求巨大，由此导致发达国家对发展中国家的劳动密集型产品的巨额贸易逆差。中华人民共和国和东盟国家就是这类发展中国家的典型。
而中国的加工贸易政策是世界上最宽松的，原产地证发放标准极低，有大量发达国家的跨国公司利用这项政策在中华人民共和国建立加工出口基地，經由香港再出口发展到第三国（地区）的迂回贸易。

### 中美贸易逆差统计差别的原因
主要在于通过第三方（主要是香港）的转口贸易是否计算进入中美贸易逆差中。

## 中美经贸关系中的美国决议、报告
- 美国议员查克·舒默和林赛·格雷厄姆提议在国会通过的《舒默-格雷厄姆修正案》要求对来自中华人民共和国的商品征收27.5%的惩罚性关税（即报复性关税）。
- 美国贸易代表办公室2006年3月31日向美国国会提交的《2006年度关于外国贸易障碍的全国贸易评测报告》，其中涉华部分71页（总共700多页）。